# Phlegra (zoologia)
Phlegra Simon, 1876 è un genere di ragni appartenente alla famiglia Salticidae.

## Etimologia
Il nome deriva dal greco Φλέγρα Phlegra, antico nome della penisola Pallene, parte della Penisola calcidica, e luogo mitologico in cui Zeus sconfisse i Giganti.

## Distribuzione
Le 78 specie oggi note di questo genere sono diffuse in varie regioni dell'Africa, dell'Europa e dell'Asia; solo una specie, P. hentzi è endemica del Nordamerica
In Italia sono state reperite 6 specie di questo genere

## Tassonomia
A giugno 2011, si compone di 78 specie e una sottospecie:
1. Phlegra abessinica Strand, 1906 — Etiopia
2. Phlegra albostriata Simon, 1901 — Sudafrica, Mozambico
3. Phlegra amitaii Prószynski, 1998 — Israele
4. Phlegra andreevae Logunov, 1996 — Asia centrale
5. Phlegra arborea Wesolowska & Haddad, 2009 — Asia centrale
6. Phlegra atra Wesolowska & Tomasiewicz, 2008 — Etiopia
7. Phlegra bairstowi Simon, 1886 — Sudafrica
8. Phlegra bicognata Azarkina, 2004 — Ucraina, Russia, Kazakistan
9. Phlegra bifurcata Schmidt & Piepho, 1994 — Isole Capo Verde
10. Phlegra bresnieri (Lucas, 1846) — dall'Europa meridionale all'Azerbaigian, Costa d'Avorio, Tanzania (presente in Italia)
  - Phlegra bresnieri meridionalis Strand, 1906 — Etiopia
11. Phlegra certa Wesolowska & Haddad, 2009 — Yemen
12. Phlegra chrysops Simon, 1890 — Yemen
13. Phlegra cinereofasciata (Simon, 1868) — dalla Francia all'Asia centrale (presente in Italia)
14. Phlegra crumena Próchniewicz & Heciak, 1994 — Kenya
15. Phlegra desquamata Strand, 1906 — Etiopia
16. Phlegra dhakuriensis (Tikader, 1974) — Pakistan, India
17. Phlegra dimentmani Prószynski, 1998 — Israele
18. Phlegra dunini Azarkina, 2004 — Turchia, Azerbaigian
19. Phlegra etosha Logunov & Azarkina, 2006 — Namibia
20. Phlegra fasciata (Hahn, 1826)[3] — Regione paleartica (presente in Italia)
21. Phlegra ferberorum Prószynski, 1998 — Israele
22. Phlegra flavipes Denis, 1947 — Egitto
23. Phlegra fulvastra (Simon, 1868) — Sicilia, Siria, Israele
24. Phlegra fulvotrilineata (Lucas, 1846) — Algeria
25. Phlegra gagnoa Logunov & Azarkina, 2006 — Costa d'Avorio
26. Phlegra hentzi (Marx, 1890) — USA, Canada
27. Phlegra imperiosa Peckham & Peckham, 1903 — Sudafrica
28. Phlegra insulana Schmidt & Krause, 1998 — Isole Capo Verde
29. Phlegra jacksoni Prószynski, 1998 — Israele
30. Phlegra karoo Wesolowska, 2006 — Namibia
31. Phlegra kulczynskii Azarkina, 2004 — Russia, Mongolia, Kazakistan
32. Phlegra langanoensis Wesolowska & Tomasiewicz, 2008 — Etiopia
33. Phlegra levis Próchniewicz & Heciak, 1994 — Kenya
34. Phlegra levyi Prószynski, 1998 — Israele
35. Phlegra lineata (C. L. Koch, 1846) — Europa meridionale (presente in Italia), Siria
36. Phlegra logunovi Azarkina, 2004 — Asia centrale
37. Phlegra loripes Simon, 1876 — Portogallo, Spagna, Francia
38. Phlegra lugubris Berland & Millot, 1941 — Africa occidentale
39. Phlegra memorialis (O. P.-Cambridge, 1876) — Egitto
40. Phlegra micans Simon, 1901 — Hong Kong
41. Phlegra nitidiventris (Lucas, 1846) — Algeria
42. Phlegra nuda Próchniewicz & Heciak, 1994 — Kenya, Tanzania, Uganda, Etiopia
43. Phlegra obscurimagna Azarkina, 2004 — Kirghizistan, Kazakistan
44. Phlegra palestinensis Logunov, 1996 — Israele
45. Phlegra particeps (O. P.-Cambridge, 1872) — da Israele al Bhutan
46. Phlegra parvula Wesolowska & Russell-Smith, 2000 — Tanzania
47. Phlegra pisarskii Zabka, 1985 — Cina, Vietnam
48. Phlegra pori Prószynski, 1998 — Egitto
49. Phlegra procera Wesolowska & Cumming, 2008 — Zimbabwe
50. Phlegra profuga Logunov, 1996 — Asia centrale
51. Phlegra proxima Denis, 1947 — Egitto
52. Phlegra pusilla Wesolowska & van Harten, 1994 — dal Senegal allo Yemen
53. Phlegra rogenhoferi (Simon, 1868) — Francia, Italia, Austria
54. Phlegra rothi Prószynski, 1998 — Israele
55. Phlegra samchiensis Prószynski, 1978 — Bhutan
56. Phlegra sapphirina (Thorell, 1875) — Algeria
57. Phlegra semipullata Simon, 1901 — Hong Kong
58. Phlegra shulovi Prószynski, 1998 — Israele
59. Phlegra sierrana (Simon, 1868) — Spagna
60. Phlegra simoni L. Koch, 1882 — Maiorca
61. Phlegra simplex Wesolowska & Russell-Smith, 2000 — Tanzania
62. Phlegra sogdiana Charitonov, 1946 — Asia centrale
63. Phlegra solitaria Wesolowska & Tomasiewicz, 2008 — Etiopia
64. Phlegra soudanica Berland & Millot, 1941 — Mali
65. Phlegra stephaniae Prószynski, 1998 — Israele
66. Phlegra suaverubens Simon, 1886 — Senegal
67. Phlegra swanii Mushtaq, Beg & Waris, 1995 — Pakistan
68. Phlegra tenella Wesolowska, 2006 — Namibia
69. Phlegra tetralineata (Caporiacco, 1939) — Etiopia, Iran
70. Phlegra theseusi Logunov, 2001 — Creta
71. Phlegra thibetana Simon, 1901 — Bhutan, Cina
72. Phlegra tillyae Prószynski, 1998 — Israele
73. Phlegra touba Logunov & Azarkina, 2006 — Costa d'Avorio
74. Phlegra tristis Lessert, 1927 — Congo, Kenya
75. Phlegra varia Wesolowska & Russell-Smith, 2000 — Tanzania
76. Phlegra v-epigynalis Heçiak & Prószynski, 1998 — Israele, Siria
77. Phlegra yaelae Prószynski, 1998 — Tunisia, Israele
78. Phlegra yuzhongensis Yang & Tang, 1996 — Cina

### Specie trasferite
Le peculiarità di questo genere non sempre sono precisamente individuabili e ciò ha fatto sì che finora sono ben 13 le specie trasferite ad altro genere a seguito di studi più approfonditi:
1. Phlegra citri Sadana, 1980; trasferita al genere Pseudicius.
2. Phlegra didelphis Simon, 1886; trasferita al genere Tullgrenella.
3. Phlegra festiva (C. L. Koch, 1834); trasferita al genere Asianellus.
4. Phlegra gilva (Simon, 1868); trasferita al genere Asianellus.
5. Phlegra moesta Denis, 1964; trasferita al genere Pseudeuophrys.
6. Phlegra numidica (Lucas, 1846); trasferita al genere Aelurillus.
7. Phlegra pichoni Schenkel, 1963; trasferita al genere Asianellus.
8. Phlegra potanini Schenkel, 1963; trasferita al genere Asianellus.
9. Phlegra semiglabrata (Simon, 1868); trasferita al genere Euophrys.
10. Phlegra tartarica Charitonov, 1946; trasferita al genere Langona.
11. Phlegra trifoveolata Lessert, 1927; trasferita al genere Langona.
12. Phlegra variegata Denis, 1957; trasferita al genere Pseudeuophrys.
13. Phlegra v-insignita (Clerck, 1757); trasferita al genere Aelurillus.